# Torobo
Torobo est une localité située dans le département de Zogoré de la province du Yatenga dans la région Nord au Burkina Faso.

## Géographie
Torobo se trouve à 6 km au nord-est de Zogoré, le chef-lieu du département, et à environ 25 km au sud-ouest du centre de Ouahigouya. La ville est à 2 km au nord-ouest de la route nationale 10 allant de Ouahigouya à Tougan.

## Santé et éducation
Le centre de soins le plus proche de Torobo est le centre de santé et de promotion sociale (CSPS) de Zogoré tandis que le centre hospitalier régional (CHR) se trouve à Ouahigouya.
Torobo possède une école primaire publique.